# (1961) Dufour
(1961) Dufour (1973 WA) – planetoida z grupy pasa głównego asteroid okrążająca Słońce w ciągu 5,71 lat w średniej odległości 3,19 j.a. Odkryta 19 listopada 1973 roku.